# 新佐里亞 (赫爾松區)
46°44′33″N 32°5′39″E / 46.74250°N 32.09417°E
新佐里亞（烏克蘭語：Нова Зоря）是烏克蘭南部赫爾松州赫尔松区比洛泽尔卡市镇內的村莊。該村面積0.84平方公里，海拔高度39米，2001年人口154，人口密度每平方公里184.2人。